# Helios Eseverri
Helios Eseverri (Sierra Chica, 16 de febrero de 1930 - Olavarría, 21 de septiembre de 2007) fue un político argentino, que ocupó el cargo de Intendente de Olavarría en diversas oportunidades, y fue designado por el presidente Raúl Alfonsín como Gobernador del Territorio Nacional de Tierra del Fuego.

## Biografía
Nació en Sierra Chica, y trabajó como tambero hasta los 36 años, además de martillero público y viajante de comercio. Militó en la Unión Cívica Radical, obteniendo una banca en el Concejo Deliberante de Olavarría entre 1958 y 1966. En 1973 fue elegido Senador provincial, pero no pudo finalizar el mandato por el autoproclamado Proceso de Reorganización Nacional.
Fue intendente de Olavarría por primera vez entre 1983 y 1987. Al finalizar su mandato buscó la reelección pero perdió, y fue designado Gobernador del Territorio Nacional de Tierra del Fuego, desempeñándose entre 1987 y 1989.
Fue nuevamente intendente entre 1991 y 2007, electo en 1991, 1995, 1999 y 2003, cuatro mandatos consecutivos. Si bien pertenecía a la UCR, durante su último mandato comenzó a adherir al presidente Néstor Kirchner, del Frente para la Victoria. Falleció por cáncer de páncreas, detectado en 2006, mientras ejercía el cargo, que en sus últimos meses delegó en Julio Héctor Alem, presidente del Concejo Deliberante, para que lo reemplazara hasta el fin del mandato.
En 1997 había prohibido la presentación de Patricio Rey y sus Redonditos de Ricota en su localidad, por la que se habían trasladado miles de espectadores, lo que suscitó una polémica. Luego de su fallecimiento su hijo, José María, fue intendente de Olavarría durante dos mandatos, 2007-2011 y 2011-2015.